# Abadia del Sacromonte
L'abadia del Sacromonte, se situa al nord-est de la ciutat espanyola de Granada. S'accedeix bé pel camí del Sacromonte, que comença al Peso de la Harina situat a la meitat de la costera del Chapiz, o bé pel camí de San Antonio partint del barri de Haza Grande.

## Història
L'any 1595, segons la llegenda s'haurien trobat a la muntanya Valparaíso (actualment el Sacromonte), les relíquies dels deixebles de l'apòstol Santiago, així com unes plaques de plom escrites en àrab, que relataven el martiri de sant Cecili, sant Tesifó i sant Hisici, conegudes com els llibres plumbis, a més d'un forn i unes cendres. La repercussió que va tenir aquesta troballa va ser enorme. L'extraordinari ferment que va seguir va culminar amb l'elevació de nombroses creus, al voltant d'unes 1200 aixecades pels gremis i artesans, de les quals avui en queden només quatre. Moltes d'aquestes creus van ser donades als franciscans que, l'any 1633, van construir al camí que unia la ciutat al Sacromonte, un Via Crucis que acabava en una petita capella dedicada al Sant Sepulcre. El lloc va esdevenir centre de peregrinació.

## El conjunt
El complex sacromontí consta de les Santes Coves, l'Abadia, el col·legi Vell de Sant Dioniosi i el col·legi Nou.

### Les Santes Coves
Entre 1595 i 1597 es van escometre les primeres obres amb el desenterrament de les coves. Les que havien sigut el lloc del martiri es van reforçar i valorar. El conjunt de les coves és delimitat per un mur de maó amb merlets curvilinis i decorat amb estels, cercles, flors i l'escut del fundador, així com l'any de construcció (1598). Entrant a les Santes Coves hi ha un altar als costats del qual es veneren dues figures de cera portades de Roma el 1843 amb les relíquies dels màrtirs Víctor i Lleonci, una rèplica treta del Crist de les Coves o del Consolo obra de Miguel Zúñiga. Baixant per una escala situada sota l'altar es passa a les Santes Coves on hi ha unes capelles com: 
- La capella de la Dolorosa.
- La capella de Pedra. Aquí hi ha una gran pedra a la qual la fantasia popular atribueix la virtut de concedir marit dins de l'any a la dona que la besa.
- La capella de Santiago. Segons la tradició aquí va celebrar l'apòstol Santiago la primera missa a Espanya, perquè es diu que aquí se li va aparèixer per primera vegada la Verge, i no en Saragossa. Té un retaule de final del segle xvii. Centrant l'altar hi ha una Immaculada obra de Duque Cornejo i als costats dues figures de santa Llúcia i santa Teresa de Jesús.
- Una altra espècie de capelleta (o forn on haurien sofert el martiri), està protegida per una reixa i a dins hi ha un petit bust de sant Cecili i la creu que segons la tradició portava sant Joan de Déu quan demanava almoina per Granada.

Al costat de les Coves hi ha el cementiri dels canonges.

### L'abadia

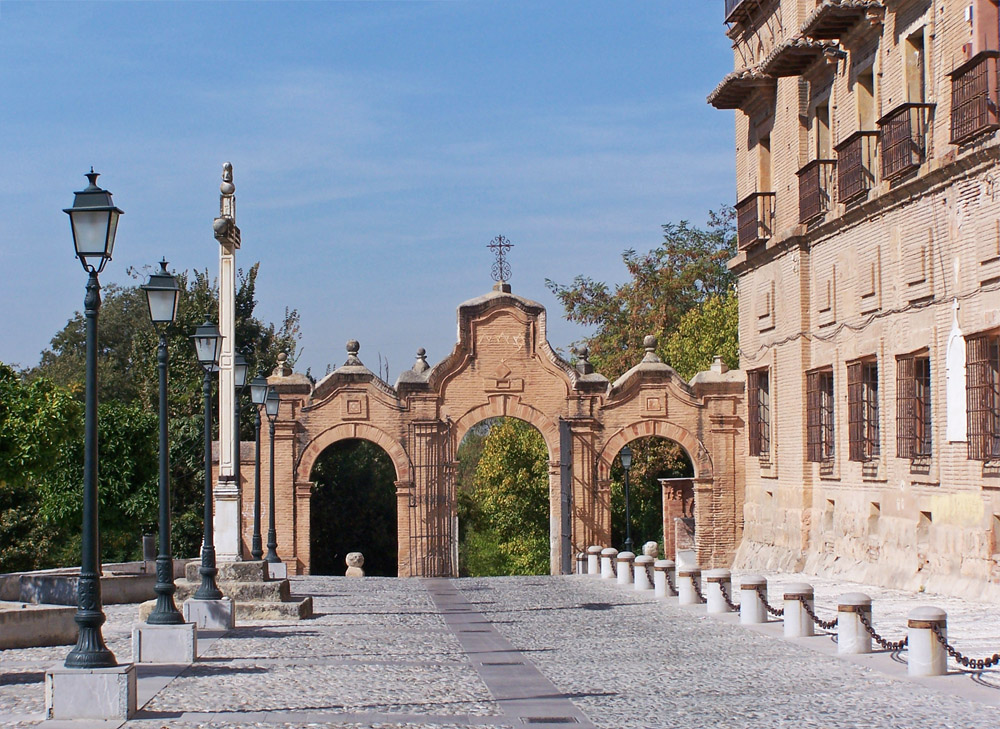
Porta monumental de l'abadia del Sacromonte vista pel seu costat est.

Al començament del segle xvii es va construir una abadia que va tenir gran importància com a complex cultural i religiós i la successiva decadència del qual va provocar també la desaparició del Sacromonte del qual es conserva, com a únic testimoniatge, la creu erigida pels franciscans.
És una obra encarregada per l'arquebisbe de Granada Pedro de Castro Cabeza de Vaca y Quiñones al germà jesuïta i arquitecte Pedro Sánchez, tenint com a referent El Escorial, i que mai no va veure acabada, perquè després de la mort del bisbe, el finançament es va veure retallat. A la biblioteca de l'edifici es conserven els plans de l'obra. El pati és l'element més destacat del conjunt. Els quatre costats tenen galeries amb columnes toscanes sobre les quals descansen arcs de mig punt motllurats i amb mènsules en la clau; en els carcanyols apareixen tondos amb l'escut de Castro i estels de Salomó. En el pis superior hi ha obertures rectangulars acodades entre pilastres. Si el cos inferior és de pedra, el superior és de maó, el que ofereix una nota de color al conjunt. Al centre del pati, el paviment del qual és de còdols, hi ha una gran font.
L'església està consagrada a la Verge de l'Assumpció. El plan original preveïa una sola nau que rematava el creuer. A partir del segle xviii se'l va ampliar, i es va projectar una planta de creu llatina, de tres naus amb capella major, creuer i cor. A l' interior, la nau central apareix coberta amb voltes de canó i les laterals amb volta d'aresta. La riquesa decorativa és una altra de les seves peculiaritats. El cor, un dels elements més cridaners, va ser realitzat per Francisco Díaz del Rivero entre 1615 i 1617. El retaule de la capella major s'ha atribuït a Blas Moreno. Entre les manifestacions escultòriques també destaca la imatge del Crist del Consol o dels Gitanos, realitzat per José Risueño el 1695. Al carrer central hi ha el manifestador que acull el sagrari i a banda i banda escultures dels sants màrtirs sota les quals es guarden les seves cendres. La cornisa es trenca per un gran medalló amb un relleu de l'Assumpció. Es remata amb relleu de la Trinitat i Apòstols. Els retaules laterals del creuer tenen la mateixa estructura: un únic cos i àtic. Al costat de l'altar major, a la dreta, és la capella del fundador. De petites dimensions, alberga el seu mausoleu, en el qual apareix de genolls i en actitud orant. A l'esquerra de l'altar major entrem en la sagristia, de planta rectangular. Hi destaquen una taula de calzes amb incrustacions de marbre i les calaixeres i llenços de temes religiosos que alternen amb miralls ovalats.
L'edifici principal, que es va construir entre 1600 i 1610, any aquest últim en què Pedro de Castro Cabeza de Vaca y Quiñones, va fundar un dels primers col·legis privats d'Europa, com una universitat privada en la qual s'estudiava dret, teologia i filosofia. Aquesta universitat va passar a ser solament col·legi de secundària des de principi del segle xx fins que va tancar a l'any 1975.
Avui dia l'abadia funciona com a residència de sacerdots i és la parròquia del barri, que celebra missa els diumenges a les 12 del matí.

### El museu
El nou museu inaugurat el febrer de 2010 situat en un lateral del pati, distribuït en quatre sales monogràfiques, conté nombroses obres d'art dels artistes que van viure a Granada durant els segle xvi i xvii, tals com a incunables i còdexs, entre d'altres un de sant Joan de la Creu, un dels exemplars de les Cròniques de Núremberg de Hartmann Schedel, un mapamundi de Ptolemeu, manuscrits àrabs amb matèries de religió, dret, gramàtica, història, matemàtiques, un exemplar de Generalitats sobre la Medicina, d'Averrois, així com diversos objectes de culte, tapissos i una col·lecció de vestidures. Destaquen els 25 llibres plumbis i planxes que van servir per a l'estampació de gravats com la Plataforma de Granada d'Ambrosio de Vico.
De l'abundant col·lecció pictòrica i escultòrica, destaquen, les següents:
- La Verge de la Rosa, de Gérard David, un dels màxims representants de la pintura flamenca.
- La Coronació de la Verge per la Santíssima Trinitat, La Verge de les Coves, Sant Bruno de José Risueño.
- Retrat a Don Francisco de Saavedra de Goya.
- Papa León XIII, de Gómez Moreno.

Altres obres escultòriques destaquen com El Calvari tallat en ivori d'escola d'Alonso Cano, una Immaculada, de Pedro de Mena, La Verge amb el Nen, de Duque Cornejo i El Bon Pastor, de José Risueño, entre d'altres.
L'actual legislació —Llei del Patrimoni Històric Español i Llei de Patrimoni Històric d'Andalusia— li concedeix el caràcter de Bé d'Interès Cultural (BIC) el que comporta el més alt nivell en la seva protecció.